# 커피출레이션
커피출레이션(Capitulation)은 이슬람교국에 있어서 통상 무역을 하는 그리스교도에게 주어진 치외법권(治外法權)을 포함한 특권이다. 1535년 술레이만 1세는 프랑수아 1세와의 조약에서 프랑스에 커피출레이션을 인정했는데, 그것은 오스만 제국에서의 통상의 자유, 신앙의 자유, 거주권, 영사(領事) 재판권 등을 규정하고 있었다.
그후 다른 여러 나라도 같은 특권을 취득했다. 커피출레이션은 이슬람교도간의 통상 무역을 촉진시키는 데 도움이 되었으나 19세기가 되자 이 특권을 이용하는 유럽 제국의 진출이 심해져서 오스만 제국은 이 치외법권 때문에 고민하게 되었다. 이 특권은 1923년의 로잔 조약에서 폐지되었다.